# Jacob van Geuns
Jacob Eliza Catrinus van Geuns (ur. 15 listopada 1872 w Utrechcie, zm. 12 listopada 1952 w Apeldoorn) – holenderski szermierz, uczestnik igrzysk olimpijskich.
Van Geuns wziął udział w jednych igrzyskach olimpijskich. W 1912 roku podczas V Letnich Igrzysk Olimpijskich w Sztokholmie wziął udział w indywidualnym turnieju szpadzistów. W rundzie eliminacyjnej walczył z reprezentantami z Norwegii, USA, Belgii i Wielkiej Brytanii. Przegrał wszystkie cztery walki i odpadł z dalszej części turnieju.